# Arbeitsgericht Elmshorn

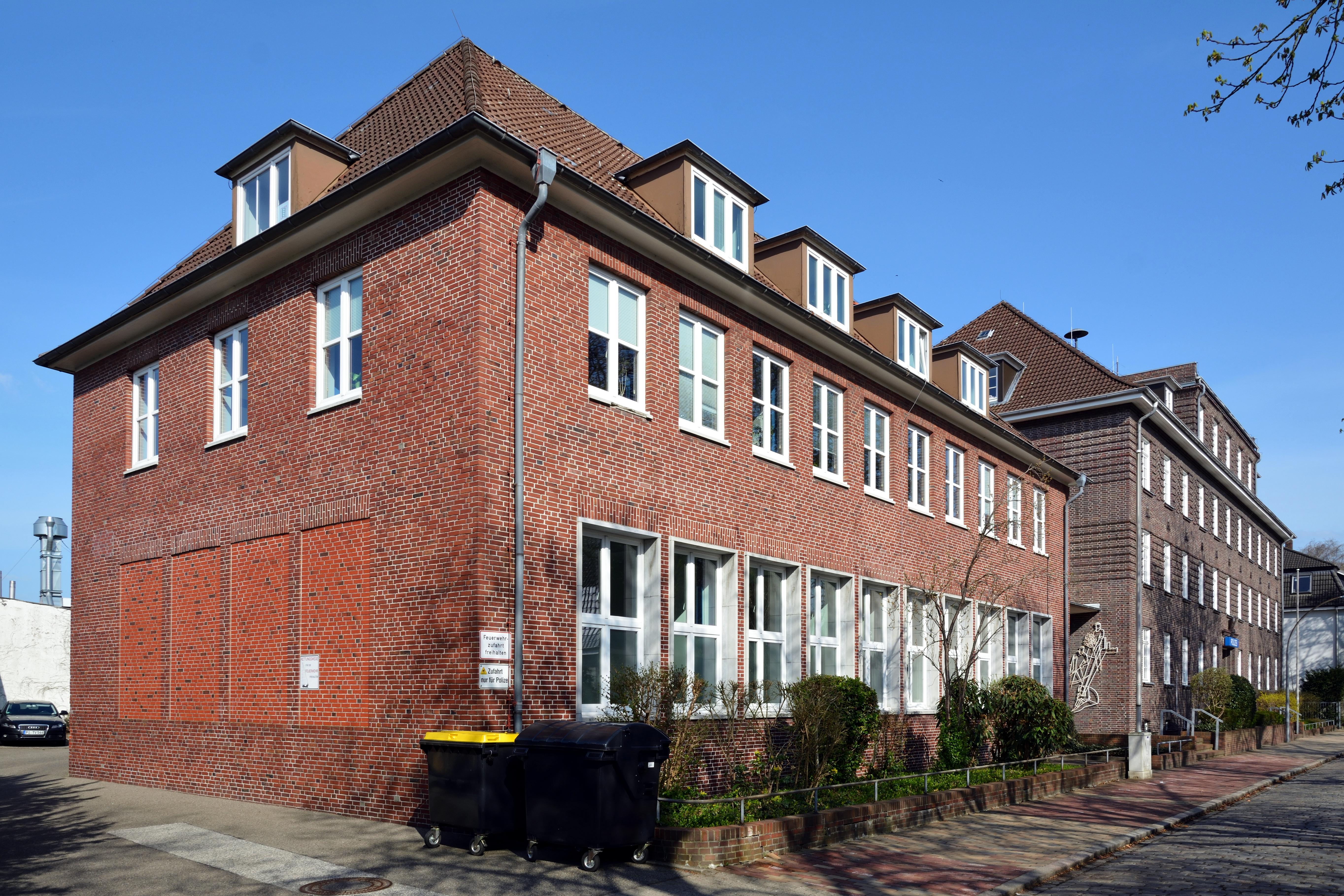
Das ehemalige Gerichtsgebäude in der Moltkestrasse

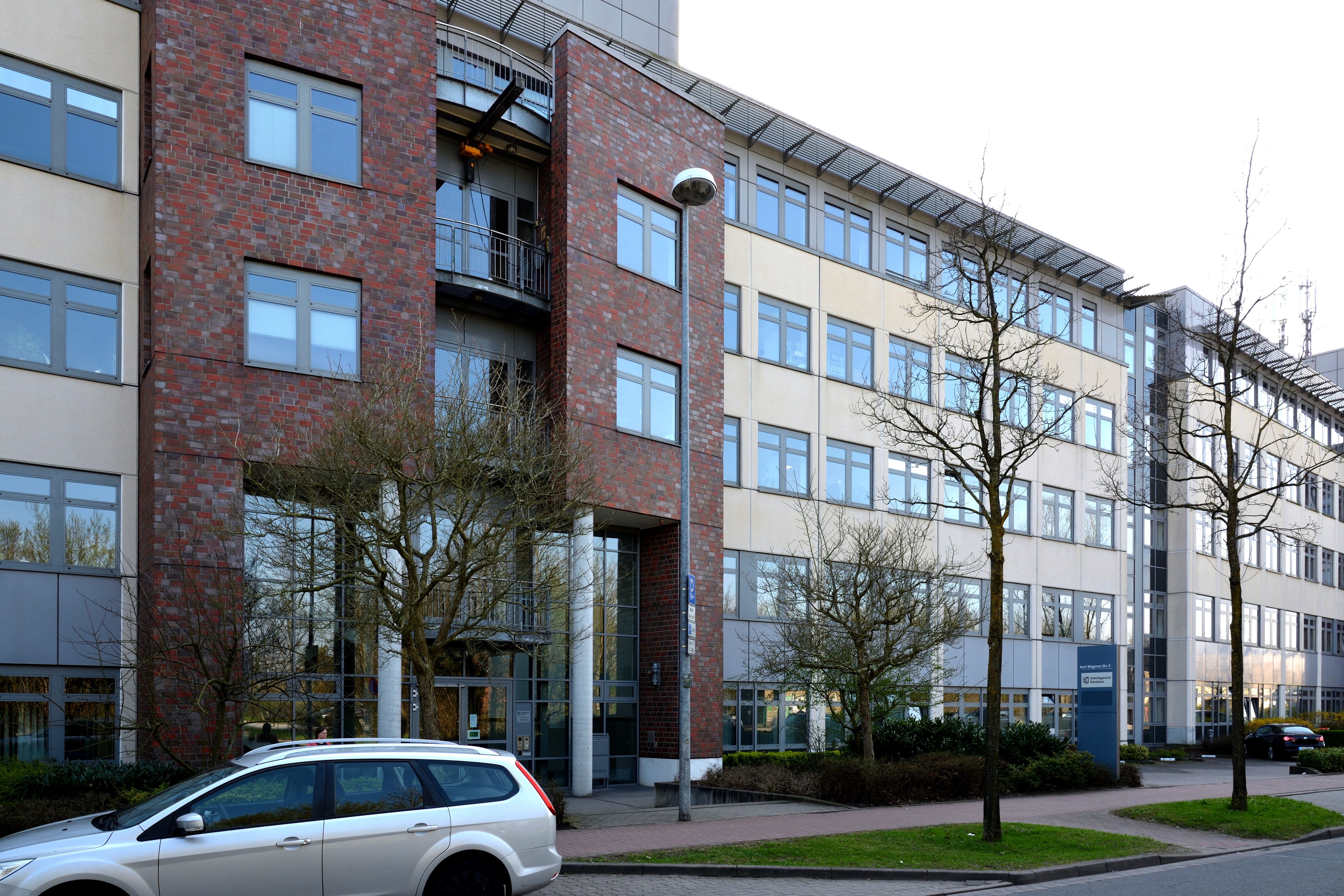
Der aktuelle Standort in der Kurt-Wagener Straße

Das Arbeitsgericht Elmshorn ist ein Gericht der deutschen Arbeitsgerichtsbarkeit in Schleswig-Holstein.

## Gerichtssitz und -bezirk
Das Gericht hat seinen Sitz in Elmshorn.
Der Gerichtsbezirk erstreckt sich auf die Kreise Steinburg, Pinneberg und Dithmarschen. Er ist ungefähr 3150 km2 groß. In ihm leben etwa 576.000 Einwohner. In Meldorf halten drei Kammern des Arbeitsgerichts Gerichtstage im Gebäude des Amtsgerichts Meldorf ab. Das Arbeitsgericht hat insgesamt 6 Kammern (1.- 4., 51. und 52. Kammer).
Schleswig-Holsteins Justizministerin Kerstin von der Decken plante im Herbst 2024, Teile der Fachgerichtsbarkeit an einem Ort zu konzentrieren. Alle Arbeits- und Sozialgerichte in der Fläche würden dazu geschlossen und an einem noch zu bestimmenden Standort zusammengezogen. Es gäbe bei den Gerichtsgebäuden einen erheblichen Sanierungsstau, zudem sei es schwierig, die Organisationseinheiten personell aufrechtzuerhalten.

## Gerichtsgebäude
Das Arbeitsgericht Elmshorn ist untergebracht in der Kurt-Wagener-Straße 9 in 25337 Elmshorn.

## Leitung
Direktor des Gerichts ist Marc-Patrick Homuth.

## Übergeordnete Gerichte
Dem Arbeitsgericht ist das Landesarbeitsgericht Schleswig-Holstein übergeordnet, das seinen Sitz in Kiel hat. Im weiteren Rechtszug übergeordnet ist das Bundesarbeitsgericht in Erfurt, bis 1999 in Kassel.